# Agnes Macphail

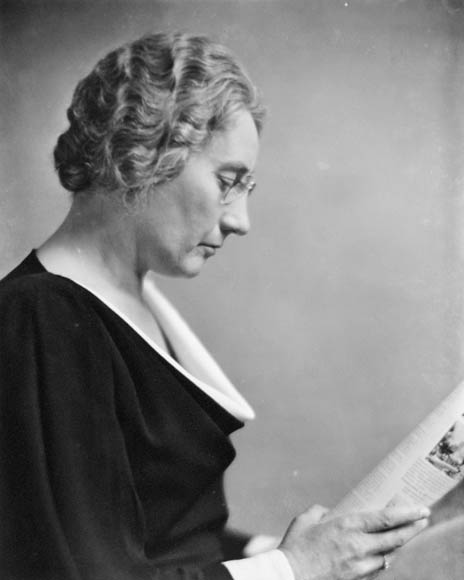
Agnes Macphail.

Agnes Campbell Macphail, född 24 mars 1890 i Proton Township, Grey County, Ontario, död 13 februari 1954 i Toronto, var en kanadensisk politiker.
Efter att ha varit aktiv i den kvinnliga rösträttsrörelsen och olika radikala grupper blev Macphail 1921 den första kvinnliga ledamoten av Kanadas parlament, där hon satt till 1940. Hon stödde först Progressive Party of Canada, men anslöt sig 1924 till den så kallade Ginger Group, vilken 1932 bildade Co-operative Commonwealth Group. Hon var medlem av Ontarios lagstiftande församling 1943–1951.